# Ningulus macalpinei
Ningulus macalpinei är en tvåvingeart som beskrevs av Barraclough 1999. Ningulus macalpinei ingår i släktet Ningulus och familjen Neminidae.
Artens utbredningsområde är Zimbabwe. Inga underarter finns listade i Catalogue of Life.